# Samerna för framtiden
Samerna för framtiden var ett politiskt parti i Sametinget som innehade ett mandat under mandatperioden 1993-1997.

## Valresultat
| År   | Röster | Procent | Mandat |
| ---- | ------ | ------- | ------ |
| 1993 | [ 2 ]  | %       | 1 / 31 |
| 1997 | [ 2 ]  | %       | 0 / 31 |